# Лісок (Яворівський район)
Лісо́к — село в Україні, у Яворівському районі Львівської області. Населення становить 144 особи. Орган місцевого самоврядування — Яворівська міська рада.
Чернилявський Лісок відомий у всій Галичині своїми цілющими і чудотворними оздоровчими водами та став центром паломництва, насамперед, хворих з проблемами очей і зору.
Наявні два джерела, одне з яких знаходиться на території Лісківської церкви, а інше в урочищі Студенець — за кілометр від Ліска. Воно має назву джерело святого Онуфрія. Муровану капличку, у якій моляться прочани, звели 1993 року. Вона розташована в обрамленні вільх, осик та буків. Посередині споруди — виготовлена місцевими майстрами дерев'яна цямрина над джерелом зі священною водою. На центральній стіні в капличці — прикрашена квітами й вишиванками ікона святого Онуфрія з довгою бородою. У 2010 році тут споруджено та освячено хресну дорогу, яка не має аналогів у найближчих населених пунктах.

Колись біля джерела існував монастир, заснований ще у XVII столітті. Найдорожчим скарбом цієї чернечої обителі була чудотворна ікона Матері Божої Лісківської, яку, як вважають, написав чернець Самсон Скрипецький. На жаль, потім монастир закрили. У 1926 році місце отримало від Папи Римського право отримання повного відпусту (індульгенції) — це ще більше привабило потік прочан, хворих і віруючих до цих місць. Тепер щороку 13 вересня, у день Положення Пояса Пресвятої Богородиці, сюди приходять тисячі прочан. Нині в Ліску є копія чудотворного образу Матері Божої.

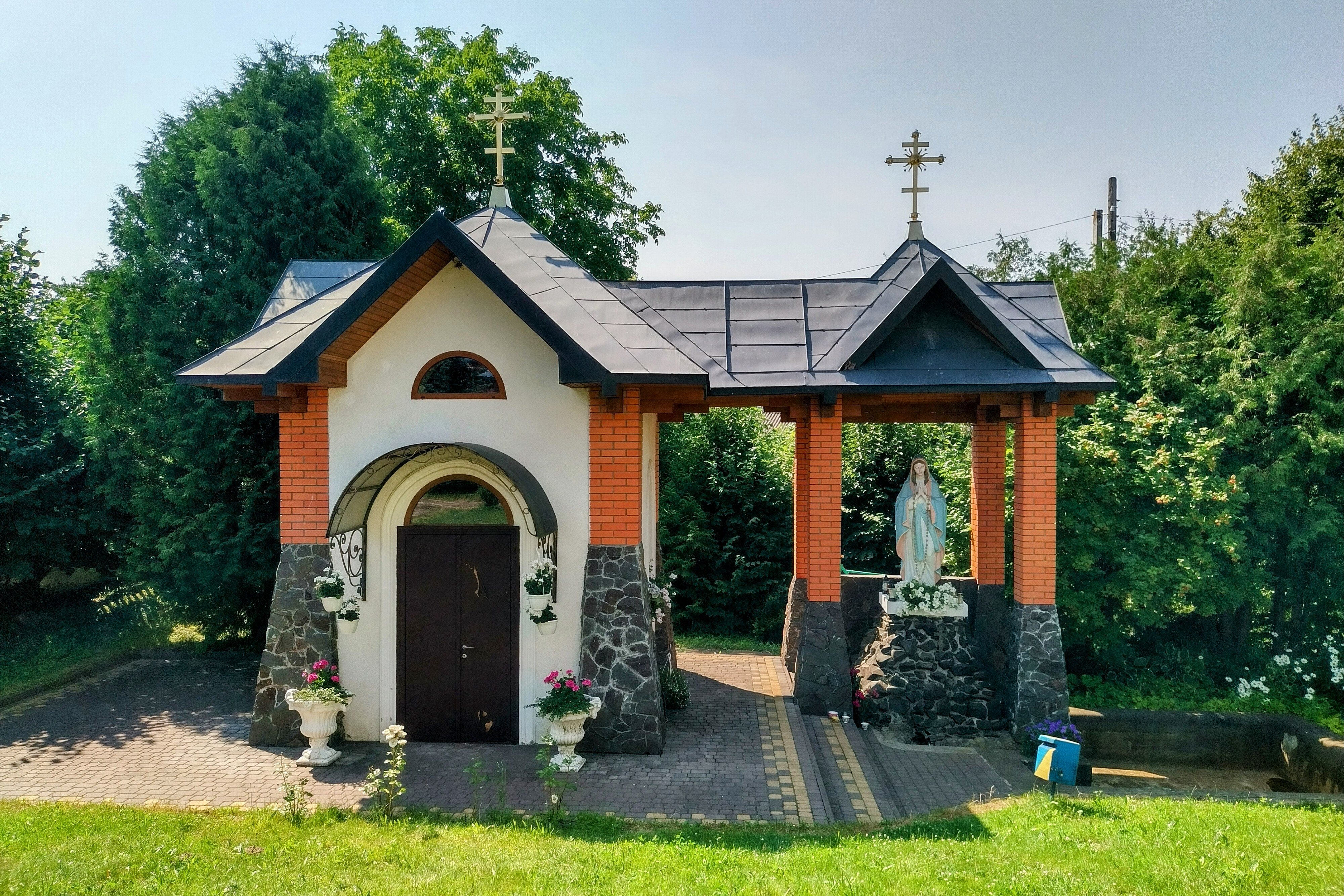
Джерело і чудотворний образ Матері Божої